# Pecíolo (botânica)

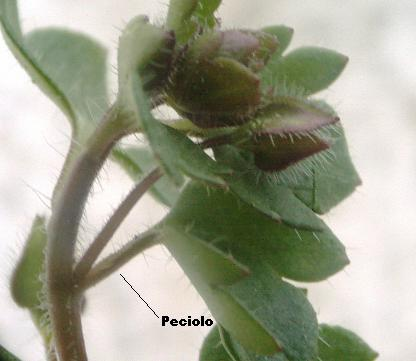
Pecíolo numa angiosperma

Em botânica, chama-se pecíolo (também dá pelo nome comum pé da folha) ao feixe vascular principal, que é parte integrante da folha e que liga o limbo ao caule, prolongando-se por entre a bainha e o limbo (também designado lâmina foliar) das plantas vasculares. Serve de eixo de sustentação do limbo e é, geralmente, cilíndrico. Algumas vezes possui uma expansão laminar, sendo então denominado pecíolo alado, como nas laranjeiras.[carece de fontes?]
Em muitas espécies de plantas, as folhas não possuem pecíolo e chamam-se folhas sésseis. Por outro lado, há outras folhas, em que o pecíolo se encontra ligado diretamente ao centro do limbo, amiúde na perpendicular, conferindo-lhes um formato à guisa de um escudo, e que, por isso, dão pelo nome de folhas peltadas, em alusão à pelta.